# Pasargadae
Pasargadae is een archeologische vindplaats in Iran. De stad ligt ongeveer 87 km ten noordoosten van de historische stad Persepolis. Het was de eerste hoofdstad van het Achaemeniden (het vroege Perzische Rijk). De stad is gebouwd door Cyrus II en bleef hoofdstad totdat Cambyses II Susa tot zijn hoofdstad benoemde.
Het rijk van Cyrus strekte zich uit van de Middellandse Zee tot Centraal-Azië en India en was waarschijnlijk het eerste rijk van die grootte. De architectuur van de stad weerspiegelt de variëteit van de verschillende culturen die in het rijk leefden.

## Belangrijkste ruïnes
De archeologische site beslaat 160 hectare. De belangrijkste bezienswaardigheden zijn het mausoleum van Cyrus II, het fort Tall-e Takht, het koninklijk paleis.

### Graftombe van Cyrus II

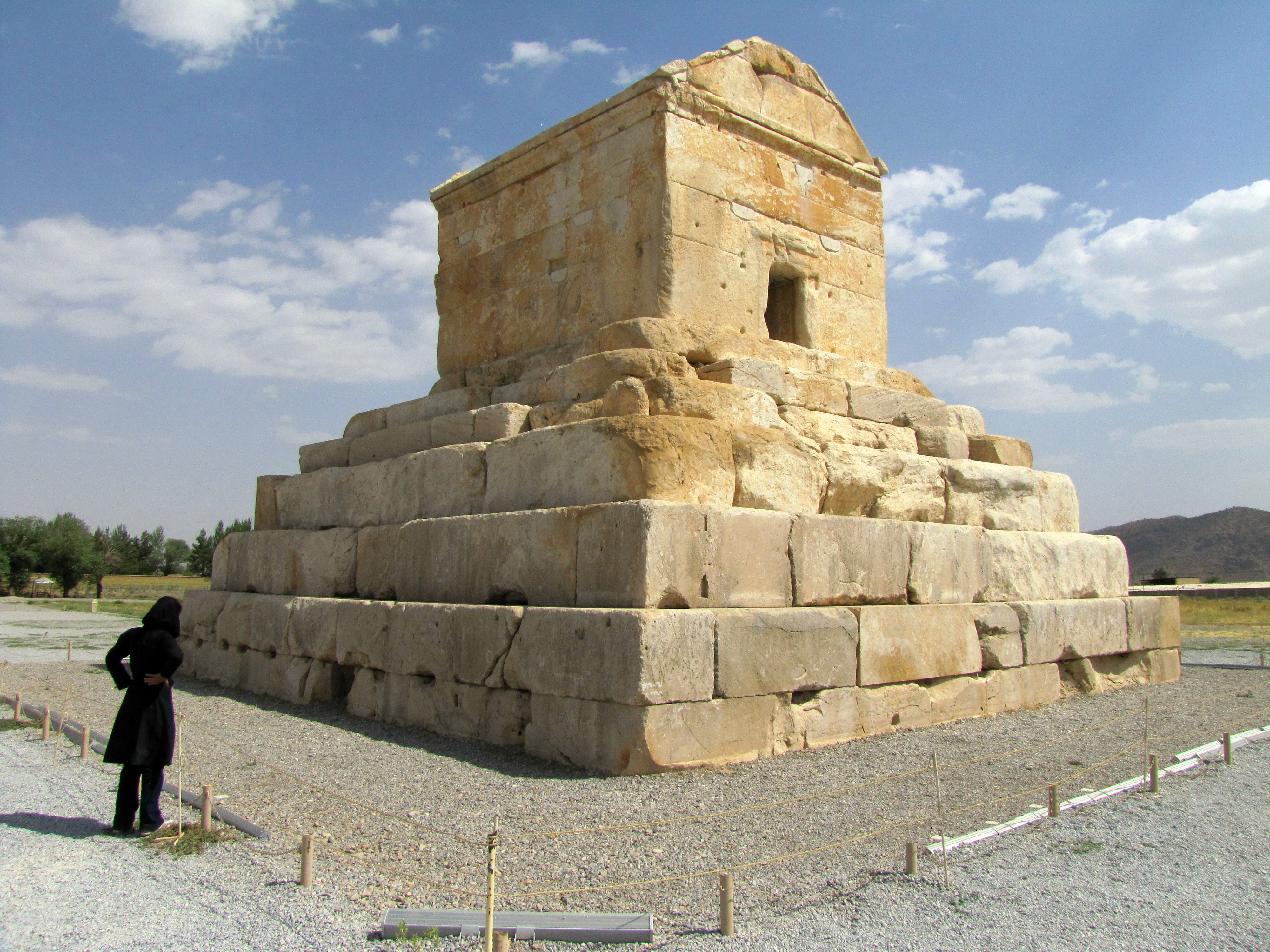
Graftombe van Cyrus de Grote, de stichter van het Perzische Rijk, in Pasargadae

Dit is het belangrijkste monument van Pasargadae. De tombe van Cyrus meet 12,25 bij 13,75 m en is 11 m hoog. Het onderste deel is een platform van ongeveer 5 m hoog en daarboven staat de grafkamer. Het graf van Cyrus bevatte ooit een gouden sarcofaag, zijn juwelen en mantel. Deze zijn echter sinds lang verdwenen.

### Zendan
Dit gebouwtje, dat ook wel de 'Gevangenis van Salomo' wordt genoemd, staat nog maar gedeeltelijk overeind. Het was oorspronkelijk een kubusvormig bouwwerk, waarvan onduidelijk is waar het voor diende. Mogelijk was het een vuurtempel, een bibliotheek of een heiligdom voor de dode koningen. Bij Naqsh-e Rustam staat een gelijkend bouwwerk: de Kubus van de Zoroastriërs.

## Tuinen van Pasargadae
De ruïnes in Pasargadae, zoals de "tuinen" van Cyrus de Grote vormden een rijke oase te midden van het dorre landschap en waren aangelegd volgens een geometrisch patroon. Kalkstenen waterleidingen met een gezamenlijke lengte van meer dan 900 meter voerden water door de tuin, waarin zich om de 15 meter kleine vijvers bevonden. Deze leidingen hadden slechts een decoratieve functie; de irrigatie werd via open greppels verzorgd.
Tot de vegetatie behoorden fruit- en cipressebomen, geurige wilde grassen en inheemse bloemen: lelies, rozen en jasmijn. Pasargadae, diende als voorbeeld voor tuinen die andere rijke Perzen lieten aanleggen. Maar zowel voor rijke als voor arme Perzen gold een tuin als iets wat de hemel het dichtst benaderde; het woord "paradijs" is dan ook afgeleid van pairidaeza, het Perzische woord voor "ommuurde tuin".

## Werelderfgoed
Pasargadae is door UNESCO in 2003 tot werelderfgoed verklaard.